# Afonso Dias de Araújo
Afonso Dias de Araújo (Caldas, 10 de agosto de 1892 - ?, ?) foi um político brasileiro. Atuou como deputado federal por Minas Gerais (1956-1958).